# Tatár Sándor
Tatár Sándor (Budapest, 1962. április 25. –) József Attila-díjas magyar költő, kritikus, műfordító, könyvtáros.

## Élete és munkássága
1982–1988 között az Eötvös Loránd Tudományegyetem Bölcsészettudományi Karának magyar–német szakán tanult, eközben a DAAD ösztöndíjával két félévet Münchenben, a Lajos–Miksa Egyetemen (Ludwig-Maximilians-Universität) germanisztikát hallgatott.
1985-től jelennek meg művei. 1988–1989 között gimnáziumi oktató volt. 1991–1992 között a Kertészeti és Élelmiszeripari Egyetem Idegennyelvű Lektorátusának nyelvtanára volt. 1992–1996 között az ELTE német tanszékén oktatott tanársegédként, majd 2001-ig szabadúszó volt. 2001 óta a Magyar Tudományos Akadémia könyvtárában dolgozik.

## Társasági tagságai
1998-ban a Magyar Írószövetség tagja lett, ahonnan 2004-ben kilépett. 2002-től a Szépírók Társasága tagja, 2003-tól a Magyar Műfordítók Egyesületének alapító tagja.

## Művei
- Végtelenül egyszerű lenne minden (versek, 1990)
- A szénszünetre eljött a nyár (versek, 1999)
- Requiem (versek, 2006)
- A végesség kesernyés v... / Endlichkeit mit bittrem Trost (versek / Gedichte, 2006)
- Bejáró művész (versek, 2007)
- Haalaadaas; Pesti Kalligram, Bp., 2021
- nincs másik mese (válogatott és új versek, Parnasszus Könyvek, 2025)

## Műfordításai
- Angelus Silesius: Kerúbi vándor (1991; Kurdi Imrével közösen)
- Bonaventura: Éjjeli őrjáratok (2004)
- Hugo von Hofmannsthal: Az árnyék nélküli asszony (2004)
- Alexander Lernet-Holenia: Bagge báró (2007)
- Arthur Schnitzler: A titokzatos asszony (2007)
- Paul Alfred Kleinert: olykor (2008)
- Paul Alfred Kleinert: ötven felé (2010)
- Siegfried Lenz: Gyászperc (2010)
- Leo Perutz: Az Utolsó Ítélet mestere (2011)
- Ludwig Tieck: Az élet fényűző bősége (2014; Horváth Gézával közösen)
- Anna Kim: Jéggé dermedt idő (2016)
- Leo Perutz: Szent Antal tüze (2018)
- Leo Perutz: Éjjel a kőhíd alatt (2018)
- Alex Capus: Léon és Louise (2019)
- Alex Capus: Idő kérdése (2022)
- Leo Perutz: A svéd lovas (2022)
- Ilma Rakusa: Magány pergő errel (2023; Márton Lászlóval közösen)
- Leo Perutz: Leonardo Júdása (2023)
- Christian Kracht: Eurotrash (2024)

## Díjai, kitüntetései
- MTA-ösztöndíjas (1989-1991)
- a Holmi versfordító-pályázat különdíja (1995)
- Eötvös József-ösztöndíj (1997)
- Soros-ösztöndíj (2000)
- A Dunánál című verspályázat díjnyertese (2000)
- NKA alkotói ösztöndíj (2002)
- Alfred Müller-Felsenburg irodalmi díj (2009)[1]
- József Attila-díj (2010)
- Salvatore Quasimodo-emlékdíj (2012)[2][3]